# فيديريكو جيل
فيديريكو جيل (بالإنجليزية: Federico Gil)‏ هو عالم سياسة أمريكي، ولد في 1915 في هافانا في كوبا، وتوفي في 2000 في تشابل هيل في الولايات المتحدة.